# Junkerträsket
Junkerträsket är en sjö i Bodens kommun i Norrbotten och ingår i Piteälvens huvudavrinningsområde. Sjön har en area på 2,16 kvadratkilometer och ligger 133 meter över havet. Sjön avvattnas av vattendraget Stockforsälven.

## Delavrinningsområde
Junkerträsket ingår i det delavrinningsområde (731996-173120) som SMHI kallar för Utloppet av Junkerträsket. Medelhöjden är 177 meter över havet och ytan är 11,74 kvadratkilometer. Räknas de 5 avrinningsområdena uppströms in blir den ackumulerade arean 65,96 kvadratkilometer. Stockforsälven som avvattnar avrinningsområdet har biflödesordning 3, vilket innebär att vattnet flödar genom totalt 3 vattendrag innan det når havet efter 74 kilometer. Avrinningsområdet består mestadels av skog (69 procent). Avrinningsområdet har 2,53 kvadratkilometer vattenytor vilket ger det en sjöprocent på 21,6 procent.